# Zygmuntów (Wola Szkucka)
Zygmuntów – przysiółek wsi Wola Szkucka w Polsce, położony w województwie świętokrzyskim, w powiecie koneckim, w gminie Fałków.
W latach 1975–1998 przysiółek należał administracyjnie do województwa piotrkowskiego.